# Вечірниця велетенська
Вечі́рниця велете́нська, або вечі́рниця велика, (Nyctalus lasiopterus) — вид рукокрилих родини лиликових (Vespertilionidae). Один із 7 видів роду. Поширений в південно-західній частині Палеарктики. Є найбільшим кажаном в Європі. Раритетний вид, занесений до Червоної книги України та ряду інших природоохоронних документів.

## Опис
Великий кажан, найбільший у фауні Європи. Довжина тіла 84—104 мм. Маса тіла 41—76 г. Крила вузькі, довгі, загострені, їх розмах складає 41—46 см. Довжина передпліччя 63—69 мм. Четверта метакарпальна кістка завдовжки така сама, як п'ята, або трохи коротша за неї і значно довша за третю. Вільний край перетинки крила прикріплюється до середини або до першої третини плесна. Епіблема добре розвинена. На нижній стороні крила вздовж переднього краю проходить смужка шерсті. На верхній стороні міжстегнової перетинки волосся доходить до колінного суглоба і майже половини хвоста. Невелика вкрита волоссям ділянка є також на плечовій перетинці. Хвіст 55—74 мм завдовжки, замкнутий міжстегновою перетинкою, і лише кінчик  останнього хребця виступає з неї. Вуха короткі, 20—26 мм завдовжки, з широкою закругленою верхівкою. Ширина вуха більша за його довжину. На верхній частині зовнішнього краю вуха є невелика вирізка. Вушні раковини всередині складчасті, біля верхівки густо вкриті волоссям. Довжина козелка 7—8,5 мм, його зовнішній край опуклий, внутрішній — ввігнутий. Коротка ніжка козелка несе широку, ниркоподібну лопать із рівномірно закругленою і схиленою до середини верхівкою.
Череп масивний, великий і вугластий, 22,2—23,6 мм завдовжки і 13,9—14,4 мм завширшки. Для нього характерні значно підвищений носовий відділ, різко звужений міжочний проміжок (5,6—6,3 мм) і сильне підвищення верхнього потиличного відділу мозкової капсули. Ширина мозкової капсули 12—13 мм; у місці з'єднання сагітального і ламбдоїдального швів наявне підвищення над плоскою кришкою мозкової капсули. Вилична ширина 14,9—16,1 мм. Барабанні капсули майже кулясті. Довжина максилярного (верхнього) ряду зубів 8,5—9,1 мм. Зовнішній верхній різець наполовину коротший за внутрішній. Великий верхній перед кутній зуб щільно прилягає зовнішнім краєм до ікла. Перший верхній малий перед кутній зуб зсунутий вглиб від лінії зубного ряду, щільно затиснутий між іклом і великим перед кутнім зубом і тому збоку зовсім непомітний.
Тіло вкрите досить густим і довгим волоссям, на спині двоколірним (за рахунок трохи світліших при основі волосків) і одноколірним на черевці. Забарвлення верхньої частини тіла від палево- до каштаново-рудого і каштаново-бурого. Черево незначно світліше спини, області за вухами більш темно забарвлені. Голі частини вух та літальних перетинок темно-бурі. Навесні і влітку хутро охристо-буре або рудувато-буре з каштановим відтінком, восени воно набуває темного каштаново-бурого забарвлення. У молодих особин забарвлення сіре і тьмяніше, ніж у дорослих кажанів.
Ехолокаційні сигнали вечірниці велетенської дуже високої інтенсивності з максимальною частотою близько 18—19 кГц.

## Поширення. Чисельність
Ареал виду охоплює зону листяних лісів Центральної та Західної Європи (до Франції включно), Малої Азії та Ірану. У межах ареалу поширений вкрай спорадично, що пов'язано із фрагментацію лісових масивів. Зустрічається дуже рідко (в Європі, станом на 2009 рік, було відомо близько 130 місцезнаходжень, в Україні — близько 20). 
В Україні поширений у мішанолісовій, широколистянолісовій і лісостеповій зонах (переважно в центральних та східних областях); під час сезонних міграцій зустрічається також у степовій зоні і Гірському Криму.

## Особливості біології

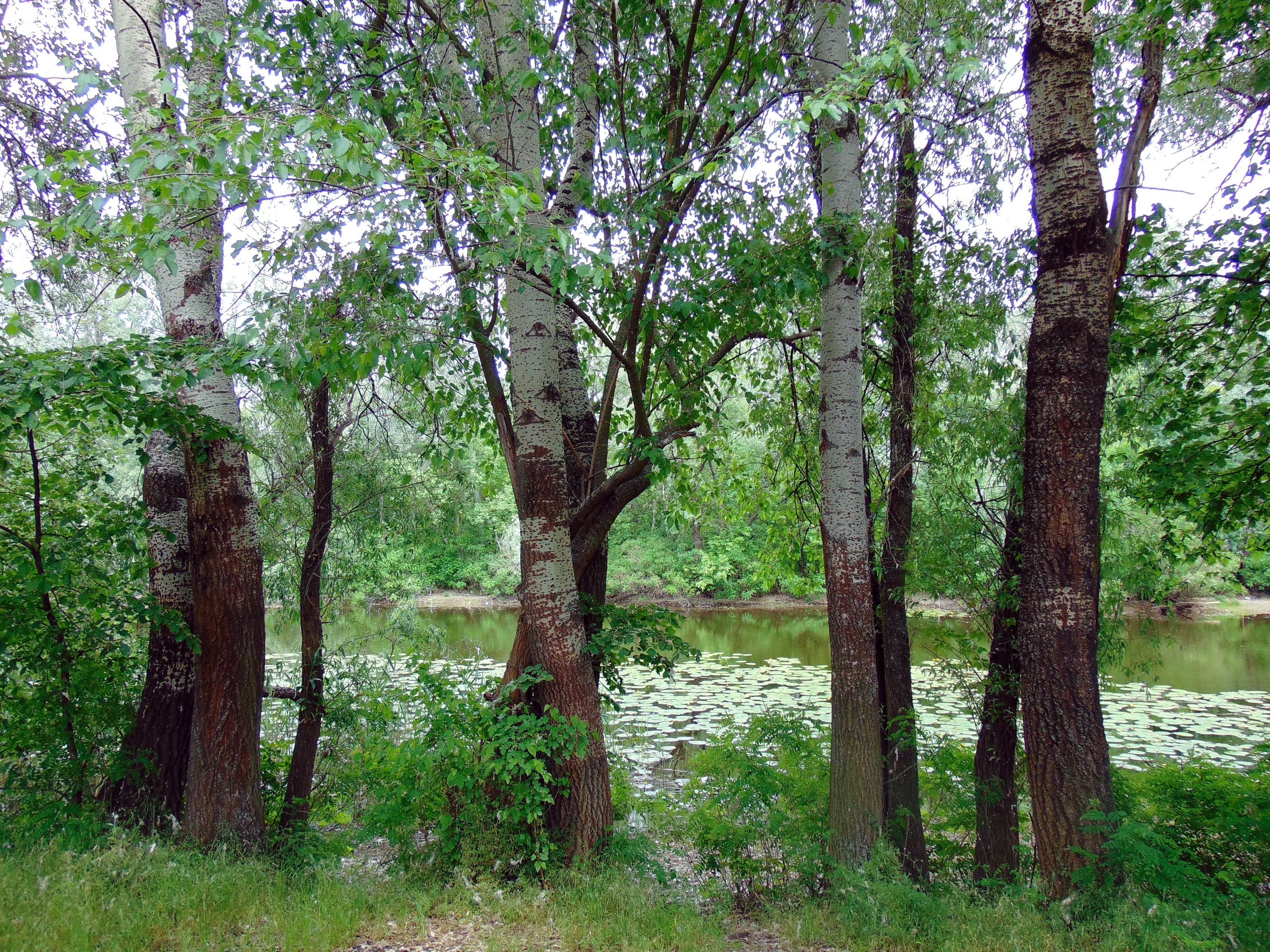
Заплавний ліс — типовий біотоп вечірниці велетенської

Перелітний вид, який здійснює дальні міграції. Живе звичайно у високостовбурних листяних лісах та парках, рідше на горищах старих будівель. У Дніпропетровській області основними біотопами є заплавні діброви та аренні бори. Під час міграцій іноді трапляються в населених пунктах та їх околицях, тимчасово оселяючись у різноманітних спорудах та їх частинах. Селяться групами або невеликими зграями, самки часто утворюють виводкові колонії разом з іншими видами кажанів, зокрема з вечірницями, нетопирами та вуханями (переважно з вечірницею дозірною). Самці, крім того, часто тримаються поодинці.
В Україні навесні з'являється на початку — у середині квітня. Осінній проліт до південних широт починається в серпні і закінчується в жовтні  — листопаді. Місця та умови зимівлі невідомі.
Спарювання відбувається, видимо, восени і частково навесні. Самиця раз на рік, як правило в середині червня, народжує 1—2 голих і сліпих малят, які швидко ростуть і до кінця літа досягають розмірів дорослих. 
Добуває їжу зразу після заходу сонця, раніше інших видів кажанів. Літає високо над верхівками дерев, узліссями, лісовими галявинами, над водоймами, поблизу парків тощо. Харчується великими комахами переважно жуками (жуками-носорогами, рогачами, хрущами, вусачами та ін.), вовчками та метеликами. В азарті полювання іноді залітає до вікон освітлених приміщень. 

## Вороги. Паразити
Відомі вороги — сови, зокрема сипуха і сова сіра.
На літальних перетинках паразитують кліщі і клопи, у в шерсті — ще й блохи. У кишечнику виявлені трематоди і цестоди.    

## Охорона
Вид занесений до Червоної книги України (охоронна категорія: зникаючий), а також до Червоний список МСОП (вразливий), Європейського Червоного списку (рідкісний), Бернської (Додаток ІІІ) і Боннської (Додаток ІІ) конвенцій, Міжнародної угоди щодо збереження європейських популяцій кажанів (UNEP/EUROBATS), а також до Директиви Європейського Союзу 92/43/ЄС «Про збереження природних оселищ та видів природної фауни і флори» (Додаток IV. Види рослин і тварин, що становлять особливий інтерес для Європейського Союзу, які потребують суворих заходів охорони). Вид занесений до Червоних книг Молдови, Білорусії і Росії. На регіональному рівні в Україні занесений до Червоних книг/списків тварин АР Крим, Дніпропетровської і Сумської областей.
Для збереження виду необхідні: 1) виявлення і заповідання місць проживання виду; 2) обережне використання інсектицидів, збереження старих дуплястих дерев та улаштування штучних сховищ у лісах і парках; 3) заборона лісогосподарських робіт і рекреації в місцях розташування виводкових колоній; 4) проведення моніторингу за станом існуючих популяцій. Охороняється в Дніпровсько-Орільському і Кримському природних заповідниках,  Національному заповіднику «Хортиця» та ряді інших природно-заповідних територій України.
Умови неволі переносить досить непогано. Відомій випадок народження дитинчати, його вирощування і утримання у неволі.   

## Практичне значення
Вечірницю велетенську, яка знищує значну кількість великих комах, у тому числі шкідників лісового і сільського господарства, традиційно відносять до корисних видів тварин. Саме тому в ряді лісових господарств розвішують штучні сховища для кажанів.
Зображення вечірниці велетенської досить часто розміщують на поштових марках.

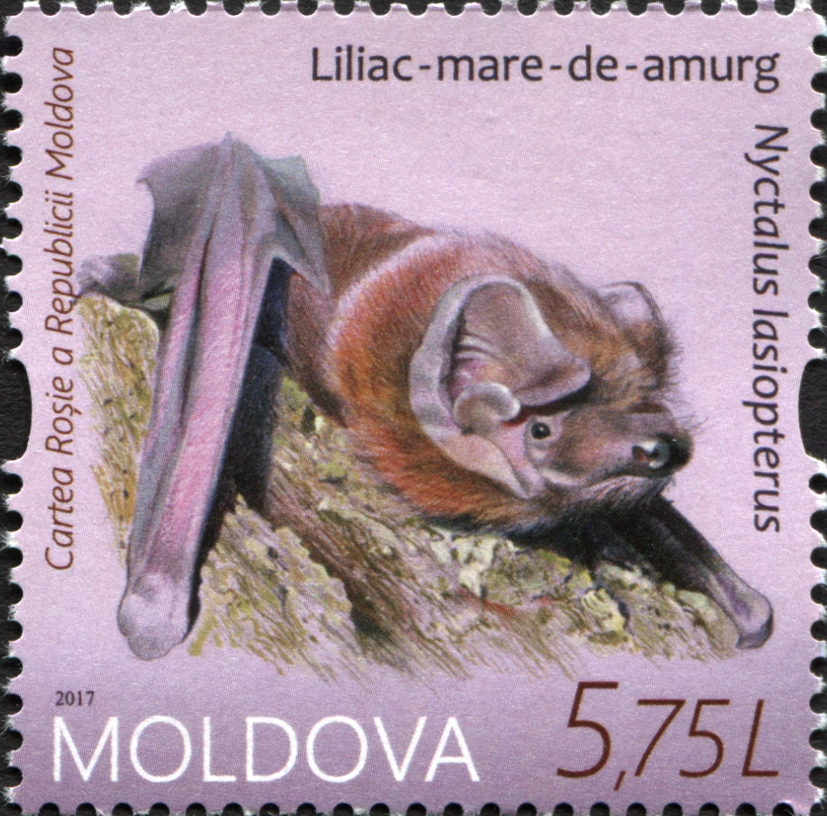
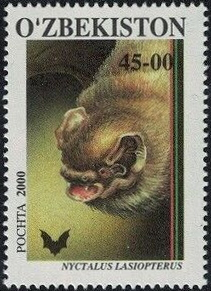
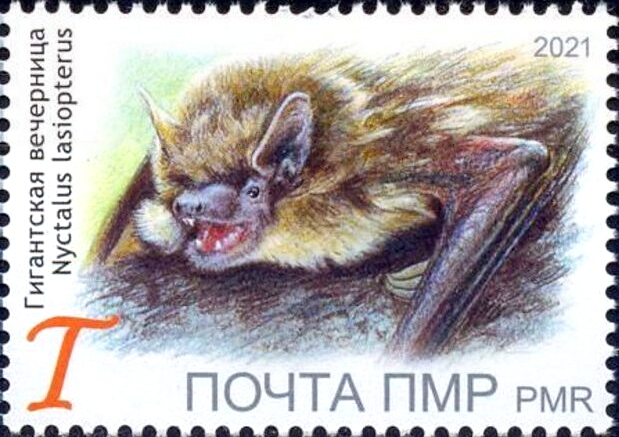
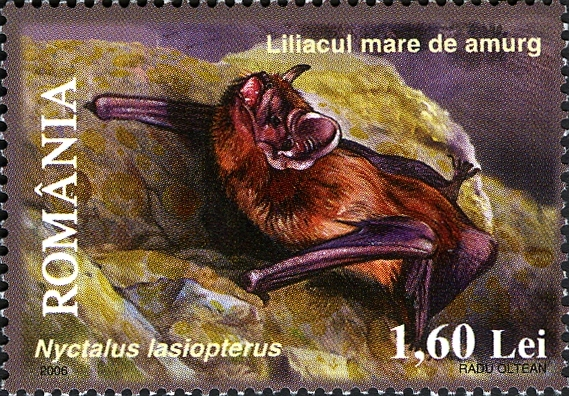

## Систематика. Близькі види
Один із 7 видів роду; один із 3 видів роду у фауні України. Крім вечірниці велетенської на території України зустрічаються ще вечірниця мала (Nyctalus leisleri) і вечірниця дозірна (Nyctalus noctula). Найменшою серед них є вечірниця мала (довжина тіла 59—71 мм, передпліччя — 41—46 мм; маса тіла 15—17 г), її спина, на відміну від двох інших видів, вкрита двоколірним волоссям (верхівки коричневі, основа темніша), а хутро на череві значно світліше від спини.
Від близького виду — вечірниці дозірної  — вечірниця велетенська відрізняється значно більшими розмірами (довжина тіла вечірниці дозірної 61—85 мм, передпліччя —51—59 мм; маса тіла 26—35 г), дуже широкими вухами (у вечірниці дозірної ширина вуха не більша за довжину) та двоколірним за довжиною забарвленням волосся на спині (у вечірниці дозірної воно забарвлене однорідно за довжиною) .